# Cookstown
Cookstown (irisch: An Chorr Chráochach) ist eine nordirische Stadt in der historischen Grafschaft Tyrone, 72 km westlich von Belfast sowie etwa 60 km südöstlich von Derry City. Cookstown war Verwaltungssitz des aufgelösten Districts Cookstown und liegt seit 2015 im District Mid Ulster. Die Stadt ist nunmehr einer von drei Verwaltungssitze des Districts Mid Ulster.
Beim Census 2001 hatte der Ort 10.646 Einwohner, von denen 52,8 % katholisch und 45,1 % protestantisch waren. Er wurde 1609 durch den Siedler Alan Cook und nach Zerstörungen 1760 erneut gegründet.

## Geschichte

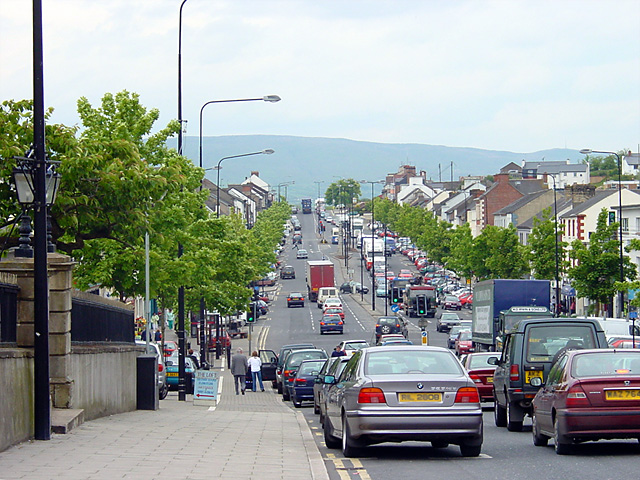
Main Street (2000)

Sehenswert ist das Kyllymoon Castle, das 1,6 km südöstlich liegt, 1631 erbaut und 1803 durch John Nash wieder aufgebaut wurde, sowie das örtliche Museum in einer früheren Leinenfabrik. Der Ort war ein Zentrum der Leinenindustrie.

## Töchter und Söhne der Stadt
- Oliver Sheppard (1865–1941), Bildhauer
- Mary Mallon (1869–1938), Typhoid Mary (Typhus-Mary), erste Person in den Vereinigten Staaten, die als nicht erkrankter Träger von Typhus identifiziert wurde
- Bernadette Devlin McAliskey (* 1947), Aktivistin
- Kenny Acheson (* 1957), Automobilrennfahrer
- Aaron Hughes (* 1979), Fußballspieler
- Harvey Barnes (Radsportler) (* 1999), Radsportler